# サラ・ハッカビー・サンダース
サラ・エリザベス・ハッカビー・サンダース（Sarah Elizabeth Huckabee Sanders、1982年8月13日 - ）は、アメリカ合衆国の政治家。現在、アーカンソー州知事（第47代）。2017年7月から2019年7月までホワイトハウス報道官を務めた。

## 人物
1982年8月13日にアーカンソー州ホープに誕生する。彼女は元アーカンソー州知事で大統領候補だったマイク・ハッカビーとその夫人のジャネット・ハッカビーの娘である。2021年1月、アーカンソー州知事選挙への立候補を表明。2022年11月8日の選挙で民主党のクリス・ジョーンズを下し当選、同州初の女性知事となることが決まった。

## 入店拒否
2018年6月22日にバージニア州レキシントン市のレストランを訪れた際、トランプ政権関係者であることを理由に入店を断られた。このことについて「意見が異なる者に対しても私は常に最善を尽くして人々に接しているし、これからもそうする」とコメントして表立った批判は行わなかったが、父親がレストランの姿勢に否定的な意見を述べて話題になると、店側に抗議のデモや嫌がらせが殺到。営業が不可能になり、女性経営者が地元の経済団体の役員を辞任する騒ぎとなった。